# Кампоре (Комо)
Кампоре је насеље у Италији у округу Комо, региону Ломбардија.
Према процени из 2011. у насељу је живело 71 становника. Насеље се налази на надморској висини од 285 м.